# 玉掛作業者
玉掛作業者（たまかけさぎょうしゃ）とは、玉掛け技能講習及び玉掛け特別教育を修了した者。労働安全衛生法第61条、第76条にて規定されている。

## 概要
玉掛けを行う際に、必要な資格。これを取っていないと玉掛け作業はできない。クレーン等を運転する作業と同時に玉掛け作業を行う際、事業主は必ずクレーン・デリック運転士、移動式クレーン運転士等の資格並びに玉掛け資格を有するものに作業させなければならない。運転席が遠く離れているタワークレーンなど、運転士と玉掛け作業の場所が離れている場合、同一人物が両方の作業を行うことは現実的でないため、運転士の資格と独立して玉掛け作業の資格が存在する。
従って、現実には玉掛け作業者のみの資格で作業をするものも多く、鉄筋工、鳶などはクレーンの運転資格など関係なく玉掛け作業のみを日常的に行っている。
玉掛け作業とは、コンクリートバケットなど荷と一体となったものをフックに掛けるなどの場合を除き、ロープなどの用具を用いて荷を吊り上げるための準備から玉はずし作業までの一連の作業を言う。別の場所でフックから荷を外す場合、外す側の作業にも同等な資格が必要である。複数の作業員が行うのであればその場所の数だけ有資格者が必要である。
有資格者の下で補助的な業務を行うに当たっては資格不要であり、補助業務の一定期間の経験により技能講習の講習時間が短くなるなどの優遇措置がある。補助作業者だけでの玉掛け作業は出来ない。

## 区分
- 玉掛け技能講習 - 吊上荷重1t以上を含めた全てのクレーン・デリック・移動式クレーン・揚貨装置の玉掛け作業
- 玉掛け特別教育 - 吊上荷重1t未満のクレーン・デリック・移動式クレーン・揚貨装置の玉掛け作業

荷の重さで区分するのではなく、吊り上げるクレーンなどの能力によって区分される。荷が100キログラムでも、クレーンが2.8tであれば技能講習が必要。

## 受講資格
- 技能講習、特別教育ともに制限なし

（但し就業できるのは18歳以上なので技能講習・特別教育に年齢制限を設けている場合もある。）

## 技能講習
- 技能講習は都道府県労働局長登録教習機関において行われる。講習科目や時間数は玉掛け技能講習規程（昭和47年労働省告示第119号）に基づく。
- 修了済みの特別教育の実務経験の有無などにより所要時間は異なる。原則は19時間。
  - クレーン・デリック運転士免許、移動式クレーン運転士免許又は揚貨装置運転士免許を受けた者は、下記学科2及び実技2が免除され、15時間。
  - 床上操作式クレーン運転技能講習又は小型移動式クレーン運転技能講習を修了した者は、下記学科2及び実技2が免除され、15時間。
  - 旧クレーン運転士免許又は旧デリック運転士免許を受けた者は、下記学科2及び実技2が免除され、15時間。
  - 労働安全衛生法施行令第20条第6号もしくは第7号の業務又は労働安全衛生規則第36条第6号もしくは第5号から第17号までの業務に6か月以上従事した経験を有する者は、下記実技2が免除され、18時間。
  - 鉱山保安法第2条第2項及び第4項の規定による鉱山においてクレーンの運転の業務に1か月以上従事した経験を有する者は、下記実技2が免除され、18時間。
  - 鉱山においてつり上げ荷重が5トン以上の移動式クレーンの運転の業務に1か月以上従事した経験を有する者は、下記実技2が免除され、18時間。

### 講習科目
- 学科

1. クレーン等に関する知識（1時間）
2. クレーン等の玉掛けに必要な力学に関する知識（3時間）
3. クレーン等の玉掛の方法（7時間）
4. 関係法令（1時間）

- 実技

1. クレーン等の玉掛（6時間）
2. クレーン等の運転のための合図（1時間）

※学科・実技とも、修了試験が課される。

### 時間割(コベルコ教習所の場合)
時間割は、教育機関及びセンターによって違う。
コベルコ教習所の場合、１コマ60分で休憩は10分である。
(1日目・・学科)
830-930　　クレーンに関する知識
940-1150　 クレーン等の玉掛けの方法
1150-1235　昼休み
1235-1335　クレーン等の玉掛けの方法
1345-1705　クレーン等の玉掛けに必要な力学
(2日目・・学科と実技)
830-1150　　クレーン等の玉掛けの方法
1150-1235　　昼休み
1235-1335　　クレーン等の玉掛けの方法
1345-1445　　法令
1455-1555　　学科試験
1605-1705 　運転の為の合図(実技)及び玉掛けの方法(質量目測)
1715-1815　実技試験(質量目測)
(3日目・・・実技)
830-1150　　玉掛けの方法(実技)
1150-1235　　昼休み
1235-1555　　玉掛けの方法(実技)
1605-1705　　実技試験
・学科に合格していない場合は、実技へ進むことは出来ない。
・学科に合格しても、実技で不合格になった場合は、修了証の交付は出来ない。
・学科及び実技の追試の有無は、教育機関に確認すること。

## 特別教育
- 特別教育は各事業所（企業等）又は都道府県労働局長登録教習機関において行われる。
- クレーン取扱い業務特別教育規程（昭和47年労働省告示第118号）で規定された履修時間は9時間（以上）となっている。

### 講習科目
- 学科

1. クレーン等に関する知識（1時間）
2. クレーン等の玉掛けに必要な力学に関する知識（1時間）
3. クレーン等の玉掛の方法（2時間）
4. 関係法令（1時間）

- 実技

1. クレーン等の玉掛（3時間）
2. クレーン等の運転のための合図（1時間）

## 安全衛生教育
- 安全衛生教育は事業者又は安全衛生団体等に委託して行われる。
- 危険又は有害な業務に現に就いている者に対する安全衛生教育に関する指針の公示について（平成元年5月22日　基発第247号)で規定された履修時間は5.0時間となっている。

### 講習科目
- 学科

1. 最近の玉掛用具の特徴（1.0時間）
2. 玉掛用具等の取扱いと保守管理（2.5時間）
3. 災害事例及び関係法令（1.5時間）